# النموذج العالمي للزلازل
النموذج العالمي للزلازل (GEM) (بالإنجليزية: Global Earthquake Model : GEM)‏ هو شراكة عامة وخاصة أسسها في عام 2006 منتدى العلوم العالمي في منظمة التعاون والتنمية الاقتصادية لتطوير برمجيات وأدوات التقييم المفتوحة المصدر للمخاطر العالمية، بدعم ملتزم من الأوساط الأكاديمية والحكومات والصناعة. ويساهم GEM في تحقيق تقليل شامل ودائم في مخاطر الزلازل في جميع أنحاء العالم من خلال اتباع أولويات إطار هيوغو للعمل، من عام 2009 إلى عام 2013 وGEM تبني نموذج عالمي هو الأول من نوعه للزلازل وسيوفر معيارًا موثوقًا لحساب ونقل مخاطر الزلازل في جميع أنحاء العالم.منذ مارس 2009 أصبح GEM كيانًا قانونيًا في شكل مؤسسة غير ربحية مقرها بافيا في إيطاليا، يتم استضافة الأمانة العامة لـ GEM في المركز الأوروبي للتدريب والبحث في هندسة الزلازل (EUCENTRE)، أما الأمين العام الحالي هو جون.

## المهمة
توفي بين عامي 2000 و2010 أكثر من نصف مليون شخص بسبب الزلازل والأمواج المدّية ومعظم هؤلاء في العالم النامي؛ حيث تزداد المخاطر بسبب النمو السكاني السريع والتمدن الحضري، بالرغم من ذلك في العديد من المناطق المعرضة للزلازل لا توجد نماذج للمخاطر وحتى في الأماكن التي توجد فيها نماذج فإنها غير متاحة، يمكن أن يسهم الوعي الأفضل بالمخاطر في تقليل الخسائر الناجمة عن الزلازل من خلال تحسين البناء وتحسين الاستجابة الطارئة وزيادة الوصول إلى التأمين.
سيوفر GEM أساسًا لمقارنة مخاطر الزلازل عبر المناطق عبر الحدود وبالتالي يشكل الخطوة الأولى الضرورية نحو زيادة الوعي واتخاذ إجراءات تقلل من مخاطر الزلازل. وستكون أدوات GEM تتسم بأنها قابلة للاستخدام على المستوى المجتمعي والوطني والدولي لتقييم المخاطر الموحدة للزلازل وكأساس مدافع لخطط التخفيف من المخاطر، ستُنشر نتائج GEM في جميع أنحاء العالم. ستقوم GEM ببناء القدرات التقنية وتنفيذ أنشطة لزيادة الوعي

## الإطار العلمي
- يعمل الإطار العلمي لـ GEM كأساس أساسي لبناء النموذج العالمي للزلازل وينظم في ثلاث وحدات رئيسية متكاملة: المخاطر الزلزالية وتأثيرها الاجتماعي والاقتصادي.
- تحسب وحدة المخاطر الزلزالية احتمالات موحدة لحدوث الزلازل والارتجاج الناتج عنها في أي موقع معين.
- تحسب وحدة المخاطر الأضرار والخسائر المباشرة الناتجة عن هذه الأضرار مثل الوفيات والإصابات وتكلفة الإصلاح، يتم حساب الأضرار الناجمة عن اهتزاز قوي للأرض عن طريق دمج قابلية المباني للضرر وقابلية السكان والتعرض، ستقوم GEM علاوة على ذلك بتطوير تقنيات جمع البيانات عن بُعد والبيانات المجمعة من الجماهير لتصنيف ومراقبة وتحديث الجمعية العقارية بشكل منتظم وبالتالي الضعف الإقليمي.
- توفر وحدة التأثير الاجتماعي والاقتصادي لـ GEM أدوات ومؤشرات لتقدير وتوضيح التأثير الناتج عن الزلازل على الاقتصاد والمجتمع مركزة بشكل خاص على الخسائر غير المباشرة، على سبيل المثال التأثير على إيرادات الشركة والميزانيات والفقر، ستتيح الوحدة حساب سيناريوهات تمكن من تحليل التكلفة/الفائدة للإجراءات التخفيفية مثل تعزيز البناء بشكل منهجي وتسهيل التأمين ونقل المخاطر البديلة.

## التنفيذ
سيستغرق بناء النموذج العالمي الأول للزلازل العامل بما في ذلك الأدوات والبرامج والمجموعات البيانات المقابلة خمس سنوات، بدأ العمل في عام 2009 وسينتهي في نهاية عام 2013، يتم البناء في مراحل مختلفة تتداخل جزئيًا في الوقت. يولد مشروع الاختبار GEM1 (يناير 2009 - مارس 2010) منتجات GEM الأولى وبنية النموذج الأولية وستنشأ المكونات العالمية مجموعة مشتركة من التعاريف والاستراتيجيات والمعايير ومعايير الجودة وتنسيقات جمع قواعد البيانات التي تعمل كمدخلات للنموذج العالمي للزلازل. يتم التعامل معها من قبل الشركات الدولية التي تستجيب لدعوات الاقتراحات بشأن المخاطر والأثر الاجتماعي والاقتصادي، ستقدم المكونات العالمية بيانات أولية على نطاق عالمي ولكن على نطاق محلي ستقدم البرامج الإقليمية والوطنية بيانات أكثر تفصيلاً وموثوقية، كان أحد المكونات العالمية مشروع GMPEs العالمي الذي اقترح مجموعة من معادلات توقع حركة الأرض للاستخدام عند حساب المخاطر الزلزالية، البرامج الإقليمية هي مشاريع ذات تمويل مستهدف تجري في مناطق مختلفة من العالم؛ حيث تم الانتهاء بالفعل من البرامج في الشرق الأوسط و أوروبا، سيتم التحكم بعناية في البيانات المنتجة على مستوى إقليمي ووطني ودمجها في النماذج العالمية، كما سيتم تطوير النموذج الفعلي باستخدام منصة مشتركة على الويب لمشاركة الأدوات والموارد بشكل ديناميكي، من أجل إنشاء برامج وأدوات عبر الإنترنت كمنتجات نهائية، سيتم اختبار النموذج العالمي للزلازل وتقييمه قبل إصداره الرسمي وستشمل إجراءات الاختبار إقامة تجارب علمية قابلة للتكرار وشفافة وإعدادها في بيئة مراقبة.
مع ذلك تسعى GEM إلى التحسين المستمر للنموذج وستضمن نشر النتائج ونقل التكنولوجيا من خلال التدريب وورش العمل وستقوم بنشر أنشطة زيادة الوعي من أجل المساهمة في تقليل المخاطر على مستوى العالم.